# Heleomyza fusca
Heleomyza fusca är en tvåvingeart som först beskrevs av Macquart 1843.  Heleomyza fusca ingår i släktet Heleomyza och familjen myllflugor. Inga underarter finns listade i Catalogue of Life.